# Szaraszvati (folyó)

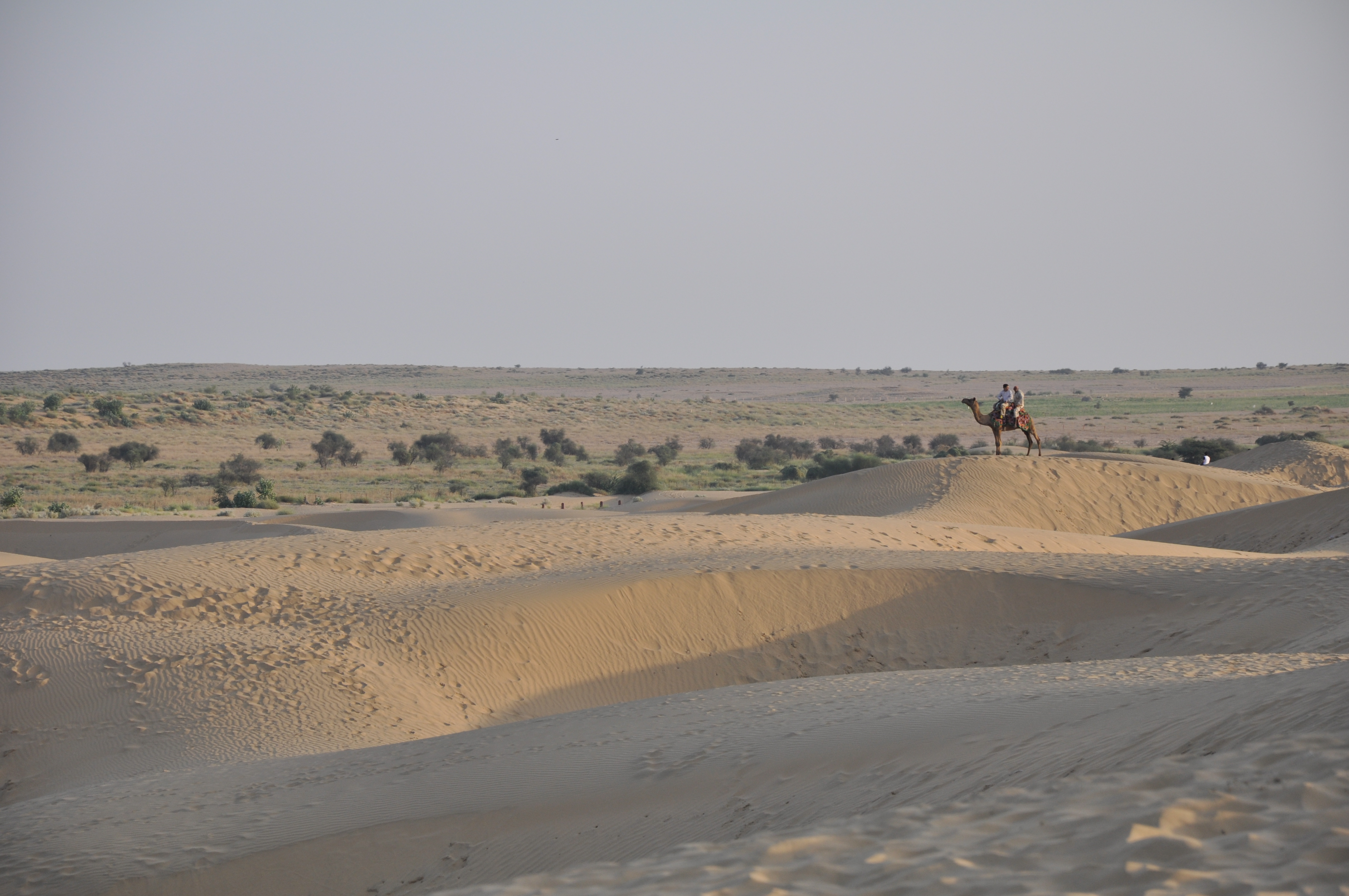
Thár-sivatag, kiszáradt folyómederrel

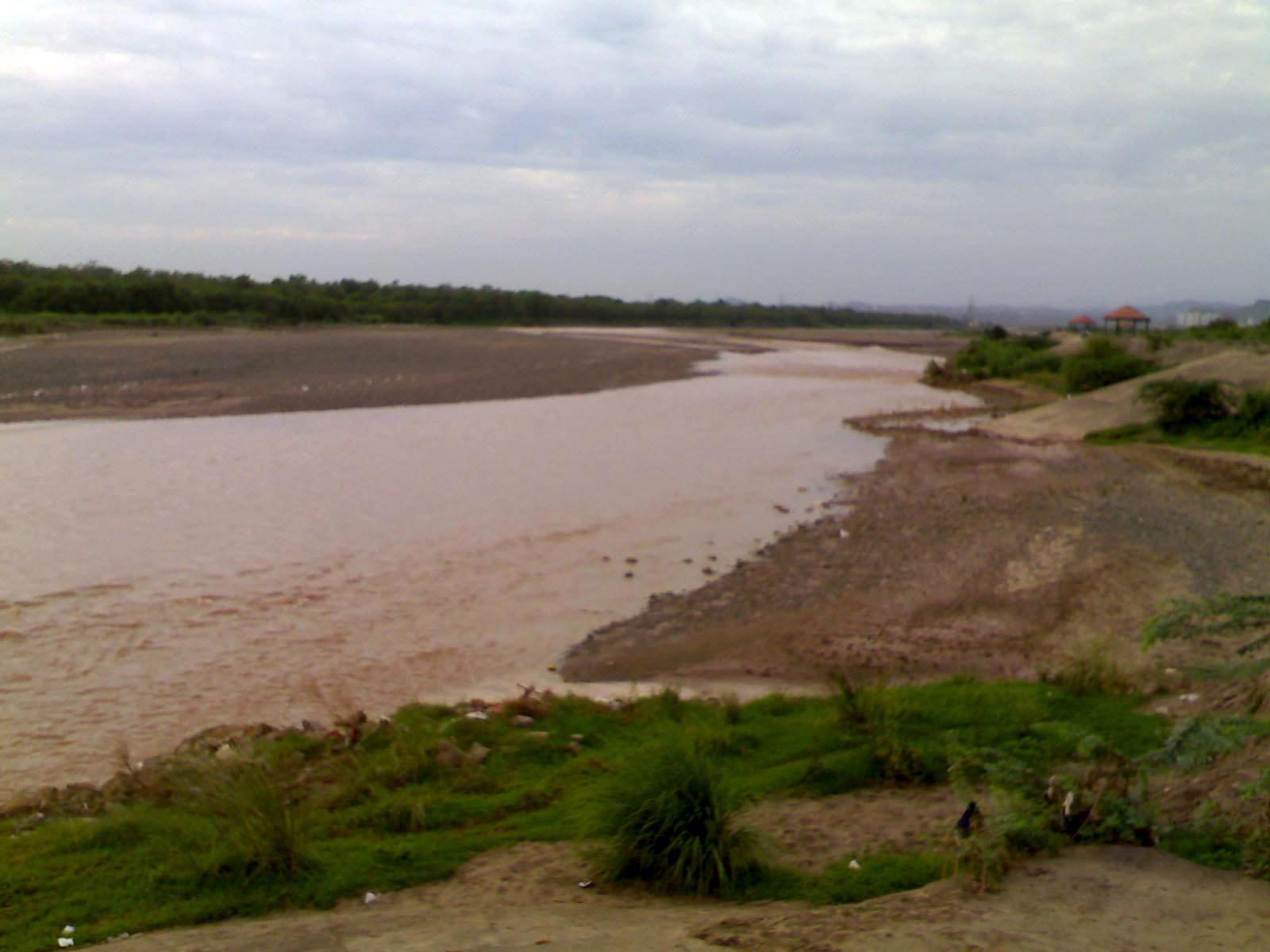
A Ghaggar folyó

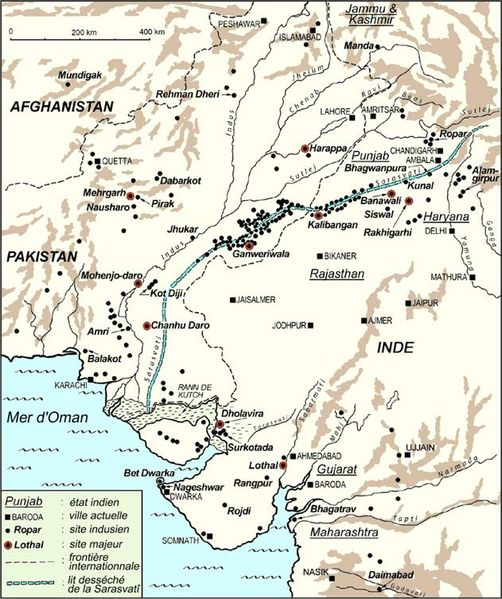
Az Indus völgye és a Szaraszvati medre

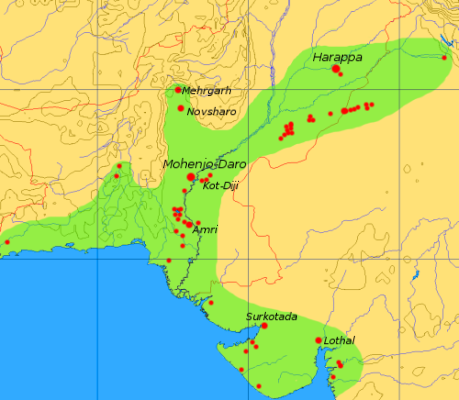
Az Indus-Szaraszvati civilizáció fontosabb régészeti lelőhelyei, városok

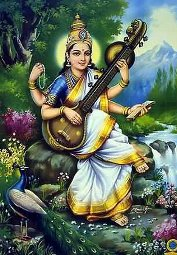
Szaraszvati

A Szaraszvati (szanszkrit: सरस्वती नदी,  Szaraszvati nádi)  ókori mitológiai folyam Indiában. A Rigvédában említett szent folyók közé tartozik. A Gangesz és a Jamuna mellett ez az ősi szanszkrit szövegek szerint a harmadik szent folyó. A Rigvéda szerint a Szaraszvati keleti szomszédja a Jamuna, a nyugati a Szatledzs folyó. A Mahábhárata arról tesz említést, hogy a Szaraszvati kiszáradt a sivatagban.
Földrajzi helyét nem sikerült egyértelműen azonosítani, egyes tudósok a Ghaggar-Hakra (dévanágari: घग्गर हकरा) folyót tekintik a Szaraszvati mai megfelelőjének (Christian Lassen, Max Müller, Stein Aurél, CF Oldham és Jane Macintosh), mások az afganisztáni Helmand folyót. (Kochhar)
Az indiai mitológia szerint jelenleg a föld alatt folyik, és úgy éri el Alláhábádnál a másik két szent folyót, a Jamunát és a Gangeszt.

## Nevének jelentése
A szaraszvati szó egyik jelentése: szarasz = „folyékony”, vati = „könnyű, könnyen áramló energia”. Innen eredhet a folyóistennő neve is.
Más megközelítésben:  szara=„lényeg” szva=„az ember énje”. Megszemélyesítve: Aki a lényeget adja az ember énjéhez.
Ez az értelmezés a tudomány istennőjére, Szaraszvatira vonatkozik.

## A folyó nyomai
A modern korban a folyó kutatását  C.F. Oldham angol mérnök kezdte 1893-ban. A szezonális rádzsasztáni folyó, a Ghaggar száraz medrében lovagolt, és azon gondolkodott, hogy egy ilyen kis folyónak miért kell három kilométer széles meder. Úgy gondolta, hogy régebben egy hatalmas folyó hömpölyöghetett itt. A hagyomány szerint volt is ezen a területen egy széles folyó mintegy 4000 évvel ezelőtt, amelyet a Szaraszvatinak tartottak.
- Műholdas fényképezés során a tudósok feltérképeztek egy hatalmas folyómedret, amely keresztül vezet India északnyugati régióján. A képek azt mutatják, hogy volt ahol a folyó szélessége a nyolc kilométert is elérte és 4000 évvel ezelőtt száradhatott ki. Dr. J.R. Sarma, aki Dzsódhpurban a műholdas megfigyeléseket feldolgozó központot vezeti, úgy véli, egy nagy földrengés is szerepet játszhatott a folyó eltűnésében, ami elzárhatta a folyó vízellátását. Mivel Sarma feladata a terület vízellátásának megoldása,  ezért próbafúrásokat végeztek az ősi folyómederben. A talált víz ivóvíz minőségű, és 4000 éve  a föld alatt rejtőzik.[6]
- Hidrogeológiai bizonyítékok szerint az érintett területen (Lunkaranszar, Didvana, Szambhar, a Dzsaiszalmeri Rannsz, a Pacspadra) figyelemre méltó tavak ma is léteznek, amelyek az eltelt idő alatt formálódtak, átalakultak. Néhány ezek közül ma magas sótartalmú, de a tó medrében édesvízi kagylók, csigák maradványait találták. A források megemlítik, hogy a talaj gazdag az ártéri agyagban. A mélyedések, amelyekben a tavak létrejöttek, eredetileg a Szaraszvati által összefűzött tavak láncolata lehetett. Így értelmet nyer az a kifejezés, hogy a Szaraszvati a medencék (tavak, víztározók) folyója volt.[7]
- Régészeti bizonyítékok szerint a legtöbb ókori civilizációt idéző régészeti lelet a Szaraszvati és az Indus vízgyűjtő területén található. Pandzsábban a harappai és elő-harappai feltárások a legjelentősebbek, de lelőhelyek vannak az indiai Pandzsáb államban, Rádzsasztánban és Uttar Pradesben. Ilyen helyek Ropár, Nihang Khán, a Bára és a Szirsza völgy. A harappai kultúra nyugati része i.e. 2500 körül virágzott Pandzsábban. A jelenlegi leletek alapján úgy vélik, innen terjedhetett át kelet felé.  I.e. 1500-ban még létezett ez a kultúra.[7]

## Civilizációs hatása az ókorban
A folyómeder partján több mint 1000 régészetileg feltárandó helyet találtak i.e. 3000-ig. Az egyik ilyen hely az őskori Kalibangan város az északi Rádzsasztánban. A városi régészeti leletek tájékoztatnak a bronzkori emberekről, akik itt éltek. A régészek felfedezése szerint voltak papjaik, mezőgazdasági termelést folytattak, fejlett volt a kereskedelem, a művészetek és a kézművesipar. Írást tartalmazó leleteket is találtak, ami azt jelzi, hogy az itt élő  emberek írástudók voltak. Az írást elolvasni még nem tudjuk, mert ezt az írást máig (2012) még nem fejtették meg.
A ókori civilizáció legjelentősebb eddig feltárt városai Mohendzsodáro, Harappa és Lothal.
I.e. 2000 táján a civilizáció hanyatlásnak indult. A tudomány mai állása szerint a hanyatlást az utolsó 10 000év geomorfológiai változásai okozták. A monszun okozta esők csökkentek, a lemeztektonikai mozgások  átrendezték a himalájai forrásvidéket, a völgyek egyre kevesebb vizet kaptak. Az itt lakók egy ideig folyamatosan alkalmazkodtak a változásokhoz, a száraz időszakot a tavakat összekötő csatorna rendszerrel hidalták át. Egy idő után az elsivatagosodás olyan mértékűvé vált, hogy már nem tudott eltartani egy ilyen kultúrát. A lakói elszegényedtek, elköltöztek, a szűkösebb körülmények között már csak a legendák maradtak meg - mint a Szaraszvati folyó -, amit a mai napig is szájhagyományként őriznek.
Az ókori civilizáció kultúrája nem tűnt el nyomtalanul, a jóga, Siva isten, a fazekasság, művészetek tovább éltek és fejlődtek India déli és északi, északkeleti részén. A dravidák kultúrája áll hozzá közel, de az i.e. 2. évezred végén megkezdődött árja hódítással érkező kultúrába is beépültek elemei. Ilyen a Szaraszvati folyóra történő utalás a Rigvédában és a Mahábháratában is.

## A folyó mint istennő
Mint a többi szent folyót, ezt is istennőként képzelték el a védikus korban. Később olvadt össze több istennővel és vált a hindi tridévi Szaraszvati istennőjévé, aki a tudomány és a művészetek istennője.